# Hannes Stiller
Hannes Stiller, nato Hannes Tobiasson, (Göteborg, 3 luglio 1978), è un allenatore di calcio, dirigente sportivo ed ex calciatore svedese, di ruolo attaccante.

## Carriera

### Giocatore
Gran parte della sua carriera da calciatore si è sviluppata in squadre con sede a Göteborg.
Dopo aver militato per anni fra terza e seconda serie con i colori di Qviding e Västra Frölunda, Stiller ha avuto la possibilità di debuttare in Allsvenskan con il prestito all'IFK Göteborg, in cerca di un attaccante dopo la cessione di Pontus Wernbloom e il serio infortunio occorso a Robin Söder. L'esordio è avvenuto il 26 luglio 2009, all'età di 31 anni compiuti, nella sconfitta per 2-1 sul campo del Trelleborg. A fine stagione la dirigenza biancoblu sceglie di esercitare l'opzione su di lui, confermandolo in rosa per due anni a titolo definitivo. Il rapporto da giocatore con l'IFK Göteborg è terminato al termine della stagione 2013, non avendo ricevuto un nuovo rinnovo.
Nel 2014 è tornato a giocare nel secondo campionato nazionale, quello di Superettan, accordandosi per due anni con il Ljungskile per la sua prima parentesi all'infuori della città di Göteborg. Nell'annata 2015 ha iniziato a ricoprire il ruolo di assistente allenatore pur mantenendo quello di giocatore, il quale gli ha permesso di essere il miglior marcatore stagionale della squadra con 9 reti. Nel maggio 2016 ha assunto anche incarichi dirigenziali. Si è ritirato dal calcio giocato all'età di 38 anni, al termine di una stagione 2016 che ha visto il Ljungskile scendere in terza serie. Ha comunque continuato a rivestire fino al settembre 2017 altri ruoli dirigenziali che già aveva all'interno del club.

### Allenatore
Stiller ha iniziato la stagione 2018 come allenatore della squadra Under-19 dell'IFK Göteborg insieme all'ex compagno di squadra Hjálmar Jónsson. Nelle ultime giornate di campionato, precisamente a partire dal 10 ottobre 2018, Stiller e Jónsson sono stati promossi a nuovi assistenti della prima squadra al posto di Alf Westerberg. A fine anno, il duo è tornato a ricoprire il ruolo di allenatore della squadra Under-19 del club. Il 24 giugno 2021 è rientrato nell'orbita dello staff della prima squadra per diventare assistente del nuovo tecnico Mikael Stahre. Al termine dell'Allsvenskan 2022 è stato reso noto che Stiller sarebbe rimasto nel club non più come assistente allenatore, bensì con il nuovo ruolo di team manager. Nel gennaio 2025 è stato promosso a direttore sportivo dello stesso club.

## Palmarès

### Club

#### Competizioni nazionali
- Coppa di Svezia: 1

IFK Göteborg: 2012-2013